# Institut du monde arabe

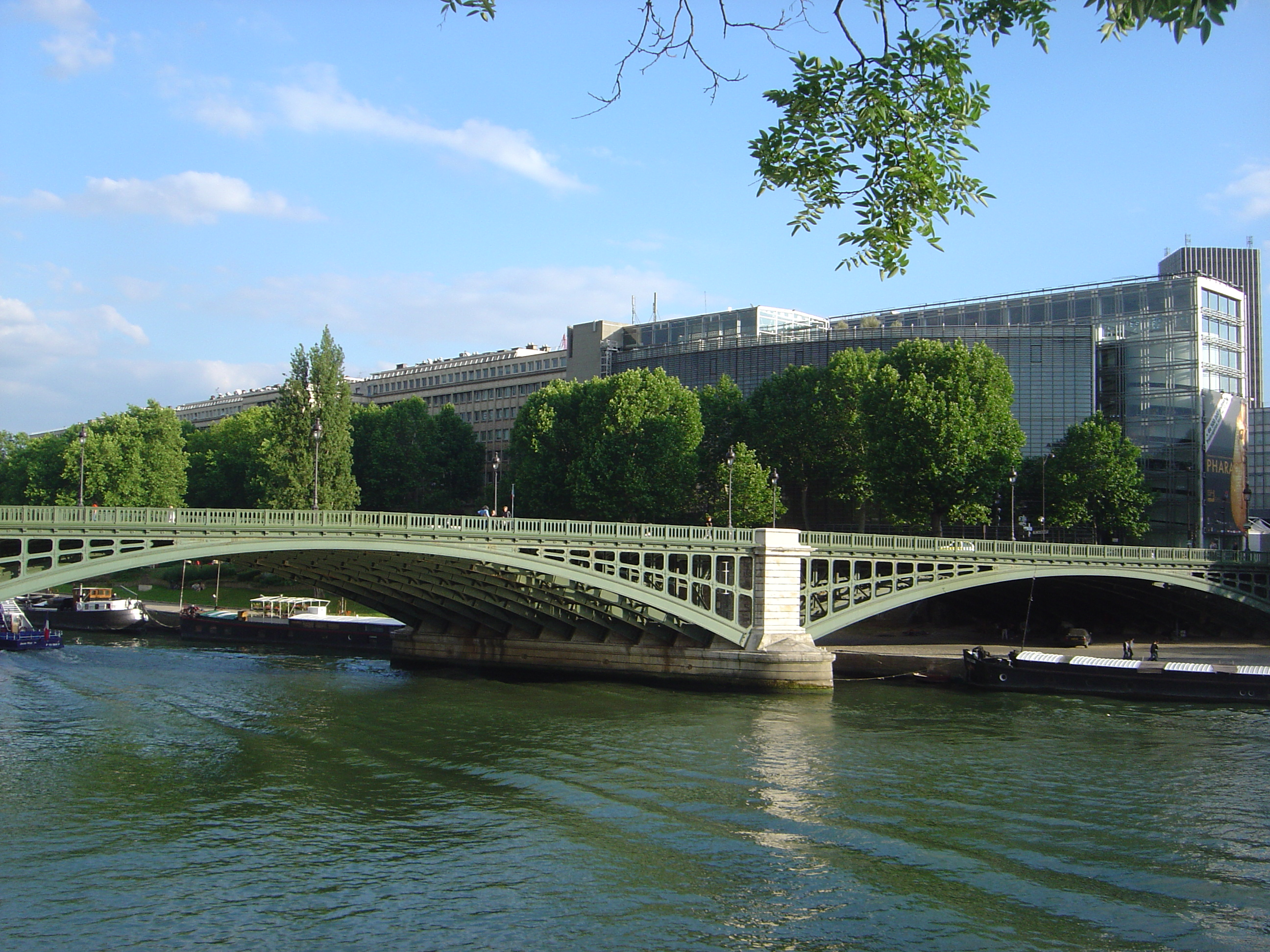
Institut du monde arabe (achter de brug)

Het institut du monde arabe ('Instituut van de Arabische wereld') is een gebouw en een organisatie in het 5e arrondissement in Parijs. Het gebouw biedt onder andere onderdak aan een museum voor Arabische kunst en een bibliotheek.
Het maakt deel uit van de Grands Travaux die de erfenis vormen van het presidentschap van François Mitterrand.

## Architectuur
Het Institut du Monde Arabe is ontworpen door Jean Nouvel en werd aangevangen in 1981 en voltooid in 1987. De zuidzijde van het bouwwerk is bekleed met stalen diafragma's die automatisch openen en sluiten, al naargelang de sterkte van het invallende licht. Deze diafragma's herinneren ook aan arabesken en geometrische vlakverdelingen uit de islamitische kunst.